# Кошмар
Кошма́р (фр. cauchemar, от др.-фр. caucher «давить» и mare «ночное привидение») — тревожное, пугающее, страшное сновидение.

## Описание
Ночные кошмары считаются неорганическим расстройством сна и возникают во время фазы быстрого сна, длительность которой варьируется между несколькими минутами и получасом. Кошмар заканчивается обычно резким пробуждением в испуге, после чего обычно немедленно приходит осознание пробуждения ото сна, связанное с возвращением ощущения пространства и времени.
Сомнологические исследования показывают, что примерно три четверти повествования сна и связанные с ним эмоции несут негативный характер и, в свою очередь, приводят к прерыванию цикла сна и пробуждению. У детей до 5 лет кошмары встречаются редко, чаще — у детей младших классов (у 25 % детей раз в неделю) и реже у взрослых — от 25 до 55 лет с падающей частотой. Распространённость кошмаров — около 5 % среди популяции в разное время жизни. Предрасположенность к кошмарам наблюдается у сенситивных (чувствительных), творчески и художественно одарённых личностей.

## Диагностические критерии
В МКБ-10 для достоверного диагноза необходимы следующие клинические признаки:
1. Пробуждение от ночного сна или дрёмы с детализированным и живым воспроизведением сновидения ярко устрашающего содержания, обычно включающего угрозу для жизни; пробуждение может наступать в любое время сна, хотя, как правило, во вторую его половину.
2. При пробуждении от страшного сна быстро достигается нормальный уровень бодрствования и ориентировка.
3. Сновидения и возникающие в результате их расстройства сна приводят к выраженному дистрессу.

## Симптомы кошмара
В психоанализе по Фрейду кошмар объясняют как состояние сна, основанное на сильном подавлении вытесненных (наиболее часто — сексуальных) желаний. Такие симптомы, как давление на грудь, подчинение чужой воле и сладострастные ощущения, считаются доказательствами этого утверждения.

## Кошмары и ПТСР
Клинические исследования сновидений показывают, что повторяющиеся кошмары после травматического опыта, пережитого в прошлом, является предиктором развития посттравматического стрессового расстройства (ПТСР), а повторяющееся воспроизведение воспоминаний о травме в кошмарах связано с более тяжелыми и хроническими симптомами ПТСР, проявляющимися в дневное время.

## В культуре
В мифологии кошмар зачастую объясняется действием потусторонних сил. В русском фольклоре кошмар считается шалостями домового. В германской мифологии эльфы считались виновными в ночных кошмарах, так как они отвечали за сны. Эльфов изображали сидящими на груди спящего, создающими неприятное чувство давления. Однако чаще ночные кошмары связывали с поверьями о злом духе по имени Мара (лат. Mara, англ. Nightmare) — это существо «садится ночью на грудь спящего и вызывает удушье». Ночные кошмары часто становятся предметом литературных произведений и фильмов ужасов.
В русском языке слово «кошмар» может использоваться в переносном смысле для обозначения чего-то тягостного, неприятного, отвратительного.